# Chilumena
Genre
Chilumena est un genre d'araignées aranéomorphes de la famille des Zodariidae.

## Distribution
Les espèces de ce genre sont endémiques d'Australie. Elles se rencontrent en Australie-Occidentale et au Territoire du Nord.

## Liste des espèces
Selon World Spider Catalog (version 17.5, 17/10/2016) :
- Chilumena baehrorum Jocqué, 1995
- Chilumena reprobans Jocqué, 1995

## Publication originale
- Jocqué, 1995 : Notes on Australian Zodariidae (Araneae), I. New taxa and key to the genera. Records of the Australian Museum, vol. 47, p. 117-140 (texte intégral).